# Saconnex-d'Arve
Saconnex-d'Arve est un hameau de la commune de Plan-les-Ouates à Genève.

## Toponymie
Anciennement connu sous le nom de « Saconnex delà d'Arve », les habitations sont divisées entre Saconnex-d'Arve-Dessus et Saconnex-d'Arve-Dessous. On a aussi utilisé le nom de « Saconnex-Vandel » pour désigner Saconnex-Dessus, où se trouvait le château parvenu à la famille Vandel en 1544,.

## Histoire
La « Maison de la Tour à Saconnex-d'Arve-Dessous » et la « Tour de l'ancien château à Saconnex-d'Arve-Dessus » sont des biens culturels d'importance régionale.
Le hameau, tout comme Plan-les-Ouates, célèbre le Feuillu, une fête printanière.

## Bâtiments scolaires
Le hameau avait une petite école primaire entre Saconnex-d'Arve-Dessus et Saconnex-d'Arve-Dessous, qui a été fermée en 2015 et est maintenant une salle communale disponible aux habitants de la commune de Plan-les-Ouates.

## Transports publics
Saconnex-d'Arve est desservie par deux lignes de bus des Transports Publics Genevois. La ligne 43 dessert Saconnex-d'Arve-Dessous à l’arrêt Bellins. La ligne 46 dessert le hameau aux arrêts Pré-Jardinier, Saconnex-d'Arve, Verbant et Badosse.